# Oskar Slingerland

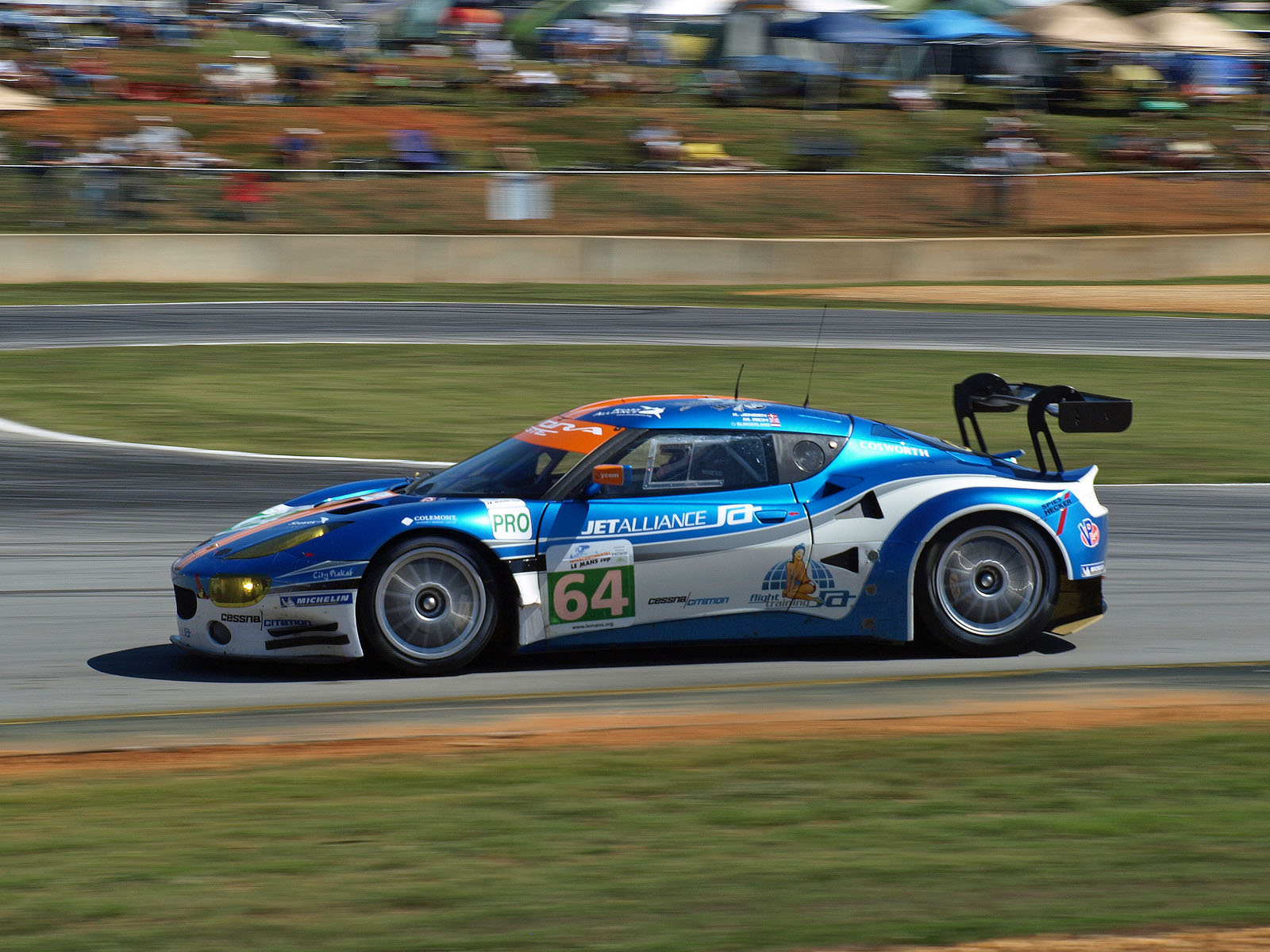
Der von Oskar Slingerland beim Petit Le Mans 2011 gefahrene Lotus Evora GTE

Oskar Slingerland (* 18. November 1965 in Rotterdam) ist ein niederländischer Unternehmer und ehemaliger Autorennfahrer.

## Unternehmer
Oskar Slingerland war mehr als zwei Jahrzehnte in unterschiedlichen Funktionen bei Mineralölunternehmen tätig und arbeitet seit den 2010er-Jahren als Filmproduzent und Drehbuchautor.

## Karriere als Rennfahrer
Oskar Slingerland war Ende der 2000er- und zu Beginn der 2010er-Jahre als Amateurrennfahrer aktiv. 2008 und 2009 startete er im Porsche Carrera Cup Frankreich. Die LMGT2-Klasse der Le Mans Series 2010 beendete er an der dritten Stelle der Endwertung. 2011 hatte er ein umfangreiches Rennprogramm. Er fuhr erneut in der Le Mans Series 2011, startete beim 24-Stunden-Rennen von Dubai, dem 24-Stunden-Rennen von Spa-Francorchamps und dem 24-Stunden-Rennen von Le Mans, wo der eingesetzte Lotus Evora GTE nach einem Unfall ausfiel. In den folgenden Jahren ging er sporadisch bei Rallye Raids an den Start, ehe er mit dem Ablauf der Saison 2019 endgültig zurücktrat.

## Statistik

### Le-Mans-Ergebnisse
| Jahr | Team               | Fahrzeug        | Teamkollege     | Teamkollege | Platzierung | Ausfallgrund |
| ---- | ------------------ | --------------- | --------------- | ----------- | ----------- | ------------ |
| 2011 | Jetalliance Racing | Lotus Evora GTE | John Hartshorne | Martin Rich | Ausfall     | Unfall       |